# Lester del Rey
Lester del Rey, właśc. Leonard Knapp (ur. 2 czerwca 1915 w Saratoga, zm. 10 maja 1993 w Nowym Jorku) – amerykański wydawca i autor fantastyki oraz krytyk fantastyki.

## Życiorys
Pierwsze utwory opublikował w latach 30. w magazynach pulpowych, później obracał się w kręgach magazynu „Astounding Science Fiction”, redagowanego przez Johna W. Campbella, stopniowo zdobywając uznanie jako pisarz. W 1947 r. został pracownikiem w wydawnictwie Scotta Mereditha. Redagował także magazyny: „Space Science Fiction”, „Science Fiction Adventures”, „Fantasy Fiction”, „Galaxy”. Od lat 50. zajmował się głównie pracą wydawcy, zasłynął zwłaszcza jako autor serii „Del Rey Books” w wydawnictwie Ballantine Books, redagowanej wraz z żoną Judy-Lynn del Rey.
Twierdził, że nosi nazwisko Ramon Felipe san Juan Mario Silvo Enrico Smith Heartcourt-Brace Sierra y Alvarez del Rey y de los Verdes, choć naprawdę nazywał się Leonard Knapp.
W Polsce opublikowano tylko kilka jego opowiadań: Wieczorna modlitwa w 1. numerze Fantastyki (także jako Wieczorne nabożeństwo w antologii Niebezpieczne wizje), Wierny jak pies w antologii Droga do science fiction, P.T. 17476  w antologii Kraina fantazji (Klub Fantastyki SFAN, 1983).

## Nagrody
W 1972 został nagrodzony „E.E. Smith Memorial Award for Imaginative Fiction”. W 1985 zdobył Balrog Award, przyznawaną przez czytelników magazynu Locus, za twórczość fantasy. W 1990 r. otrzymał Damon Knight Memorial Grand Master Award za dorobek życia.

## Twórczość
- Rocket Jockey,
- Marooned on Mars,
- Battle on Mercury,
- The Runaway Robot,
- Badge of Infamy,
- Gods and Golems,
- Pstalemate,
- Step to the Stars,
- Nerves,
- Police Your Planet,
- Preterred Risk,
- Outpost of Jupiter,
- Evensong
- The Infinite Worlds of Maybe